# حدبة جعفر (القطن)
'

تعديل مصدري - تعديل

حدبة جعفر هي إحدى قرى عزلة وادي سر بمديرية القطن التابعة لمحافظة حضرموت، بلغ تعداد سكانها 89 نسمة حسب تعداد اليمن لعام 2004.